# 格呂克斯堡城堡

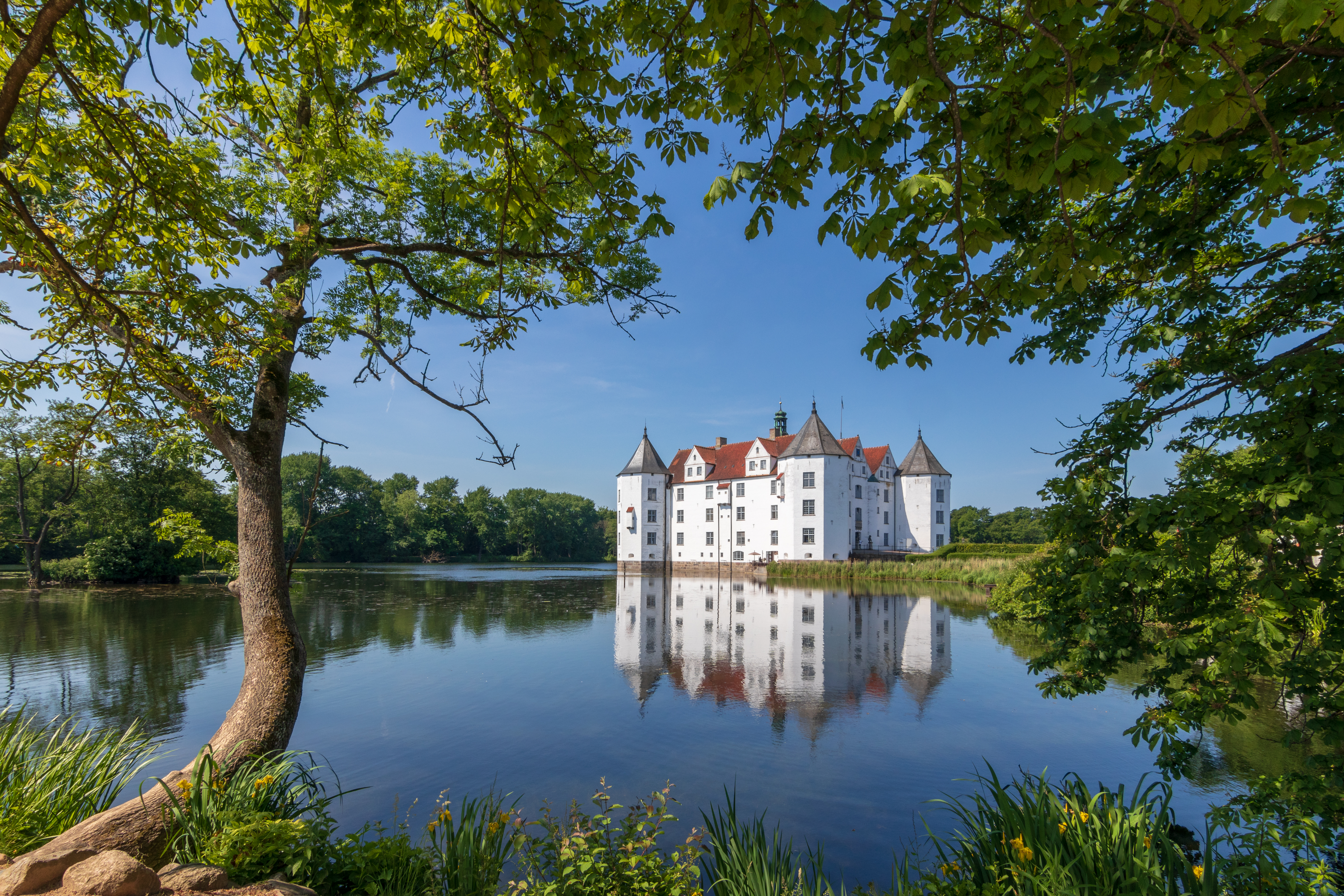

格呂克斯堡城堡（德語：Schloss Glücksburg）是位於德國城市格呂克斯堡的一座城堡。格呂克斯堡城堡是北歐地區重要的文藝復興式城堡。